# Fototipus
El fototipus és la capacitat que té la pell per assimilar la radiació solar. La seva classificació oscil·la entre I i IV. El fototipus ha de ser determinat per un dermatòleg i varia en funció de la dosi eritemàtica mínima, que és la dosi de radiació ultraviolada (en W/m²) necessària per crear un eritema.
La següent taula és una ajuda per determinar el fototipus en persones de races caucàsiques. Aquesta classificació s'utilitza en medicina i en cosmètica per recomanar cremes de protecció solar amb factors que varien entre 20 per a pells més sensibles i 4 per a les menys sensibles.
| Tipus de pell o Fototipus | Bronzejada | Cremada             | Color dels cabells | Color dels ulls | Dosi eritemàtica mínima |
| Fototipus I               | mai        | sempre              | Rojos              | Blaus           | 200 J/m₂                |
| Fototipus II              | de vegades | de vegades          | Rossos             | Blaus/Verds     | 250 J/m₂                |
| Fototipus III             | sempre     | molt poques vegades | Castanys           | Marrons/Grisos  | 350 J/m₂                |
| Fototipus IV              | sempre     | mai                 | Negres             | Marrons         | 450 J/m₂                |